# Pomnik Stefana Wyszyńskiego we Włocławku
Pomnik Stefana Wyszyńskiego – znajdujący się na terenie Placu Kopernika we Włocławku pomnik poświęcony kardynałowi Stefanowi Wyszyńskiemu.

## Tło historyczne
Kardynał Stefan Wyszyński był przez długi okres swojego życia związany z Włocławkiem. W tym mieście kończył liceum, a następnie uczył się w seminarium, by w 1924 otrzymać święcenia duchowne. Do 1946, z wyjątkiem okresu drugiej wojny światowej pracował na terenie diecezji włocławskiej, zaangażowany był w pracę Chrześcijańskich Związków Zawodowych, publikował na łamach "Ateneum Kapłańskiego", którego od 1932 do 1939 był redaktorem naczelnym.

## Budowa pomnika
Decyzję o budowie pomnika podjęto w pierwszej połowie lat 90. Stanął on niedaleko miejsca, w którym wcześniej znajdował się pomnik św. Jana Nepomucena, zburzony przez Niemców w 1940. Odsłonięcie pomnika miało miejsce 12 maja 1996, w pięćdziesiątą rocznicę przyjęcia przez Wyszyńskiego sakry biskupiej. W odsłonięciu pomnika uczestniczył prymas Polski kard. Józef Glemp. Usytuowanie pomnika miało charakter symboliczny, znalazł się on bowiem pomiędzy dwoma obiektami, z którymi Stefan Wyszyński związany był w czasie swoich włocławskich lat - katedrą i seminarium.

## Opis
Głównym elementem pomnika jest rzeźba autorstwa Stanisława Mystka, przedstawiająca Wyszyńskiego w stroju biskupim, trzymającego w ręku wiązankę róż. Rzeźba ustawiona jest na cokole obłożonym czerwonym marmurem, ten z kolei znajduje się na dwustopniowym postumencie. Na cokole znajduje się herb kardynała oraz inskrypcja: "Stefanowi Kardynałowi Wyszyńskiemu Kapłanowi Włocławskiemu - Diecezja. 12 maja 1996". Przy okazji budowy pomnika zmieniono wygląd jego otoczenia, nadając mu formę placu wyłożonego płytami, z chodnikami ułożonymi na planie krzyża.